# Халсборо (Северна Каролина)
Халсборо (енгл. Hallsboro) насељено је место без административног статуса у америчкој савезној држави Северна Каролина.

## Демографија
По попису из 2010. године број становника је 465.
| Група             | 2000.    | 2010.       |
| Белци             | 0 (0,0%) | 168 (36,1%) |
| Афроамериканци    | 0 (0,0%) | 265 (57,0%) |
| Азијати           | 0 (0,0%) | 2 (0,4%)    |
| Хиспаноамериканци | 0 (0,0%) | 15 (3,2%)   |
| Укупно            | 0        | 465         |